# Воља за моћ
Воља за моћи је истакнут концепт у филозофији Фридриха Ничеа. Воља за моћи описује оно што је Ниче веровао да је главна покретачка сила код људи. Концепт није коначно и системски дефинисан, па је је његова интепретација отворена за дебату.
Алфред Адлер је укључио вољу за моћ у своју индивидуалну психологију. Ова воља је у контрасту са другим вољама бечке школе психотерапије: Сигмунд Фројдов принцип задовољства (воља за задовољством) и Виктор Франклова логотерапија (воља за значењем). Свака од ових школа има другачију интерпретацију шта је покретачка сила.

## Рани утицаји
Ничеово рано размишљање било је под утицајем Артура Шопенхауера, кога је први пут открио 1865. године. Шопенхауер ставља нагласак на вољу, а посебно на концепт "воље за животом". Пишући једну генерацију прије Ничеа, он објаснио је да је универзум и све у њему вођено исконском вољом за животом, што резултира жељом у свим живим бићима да избегну смрт и рађају. За Шопенхауера, ова воља је најтемељнији аспект стварности - фундаменталнији чак и од постојања.
Други важан утицај био је Руђер Бошковић, о коме је Ниче открио и сазнао кроз читање, 1866, Geschichte des Materialismus (Осторије материјализма) Фридриха Алберта Лангеа. Још 1872 Ниче је проучавао Бошковићеву књигу Theoria Philosophia Naturalis. Ниче своју једину референцу у објављеним радовима упућује ка Бошковићу у Beyond Good and Evil, гдје објављује рат "душевном атомизму". Бошковић је одбацио идеју "материјалистичког атомизма", коју Ниче назива "једном од најбољих оповргнутих теорија које постоје". Идеја центара силе ће постати централна за Ничеове касније теорије "воље за моћи".

## Појављивање концепта у Ничеовим делима
Већ 1880-их Ниче почиње да прича о жељи за моћи (Machtgelüst) у делима The Wanderer and his Shadow (1880) and Daybreak (1881). Machtgelüst је у овим делима задовољство у осећању моћи и глад за надјачавањем.
Вилхем Рукс је објавио The Struggle of Parts in the Organism (Der Kampf der Teile im Organismus) у 1881 и Ниче је прочитао дело те исте године. Књига је била одговор на Дарвинову теорију, предлажући алтернативни начин еволуције. Рукс је био ученик, као и под утицајем Ернста Хекела који је веровао да се борба за постојање одвијала на нивоу ћелија. Различите ћелије и ткива се боре за ограничене ресурсе, тако да само најјачи преживе. Кроз овај механизам, тело постаје јаче и боље се прилагођава. У недостатку савремене генетичке теорије, Руксов модел је претпоставио Ламарков или пангенетички модел наслеђивања.
Ниче је почео да шири концепт Machtgelüst у The Gay Science (1882) где у делу под називом "О доктрини о осећају моћи" он повезује жељу за окрутношћу са задовољством у осећају моћи. Даље у делу The Gay Science он напомиње да се само "у интелектуалним бићима може наћи задовољство, незадовољство и воља" искључујући већину организама од жеље за моћи.
Леон Думон, чију је књигу из 1875 године, Théorie Scientifique de La Sensibilité, le Plaisir et la Peine Ниче прочитао у 1883 чини се да је донекле утицала на овај концепт. Думонт је веровао да је задовољство повезано са повећањем снаге, силе. У The Wanderer and Daybreak Ниче је спекулисао да је окрутност задовољавајућа због коришћења моћи, али Думон је дао базу таквим спекулацијама. Думонова теорија би такође могла да потврди Ничеову тврдњу да су задовољство и бол резервисани за интелектуална бића, јер према Думону, бол и задовољство захтевају долазак до свести, а не само осећање.
У 1883 Ниче је сковао фразу "Wille zur Macht" у Thus Spoke Zarathustra. Концепт, у овом тренутку, више није био ограничен само на она интелектуална бића која могу искусити осећај моћи; сада се примењује на цео живот. Фраза Wille zur Macht први пут се појављује делу 1 "1001 Goals" (1883), онда у делу 2, у два одељка, "Self-Overcoming" and "Redemption" (later in 1883). "Self-Overcoming" описује га најјасније, говорећи да је то "неисцрпна прокреативна воља живота". Воља за моћи постоји тамо где постоји живот, па чак и најјача жива бића ризикују своје животе за више моћи. То сугерише да је воља за моћи јача од воље за преживљавањем.
Шопенхауерова "Воља за животом" је тако постала подређена вољи за моћи, што је јача воља. Ниче сматра да је његова идеја о вољи за моћ далеко кориснија од Шопенхауерове воље за животом за објашњавање различитих догађаја, посебно људског понашања - на пример, Ниче користи вољу за моћи да објасни и аскетске, животно-негативне импулсе као и снажне импулсе који афирмишу живот, у европској традицији, али и обе господар-слуга моралности. Он такође налази да воља за моћи нуди много богатија објашњења од идеје утилитаризма да сви људи заиста желе да буду срећни или Платонистичка идеја да људи желе да се уједине са Добром.
Ниче је читао Вилијам Ролфову књигу Biologische Probleme око 1884 и био је видно заинтересован, јер је његова копија била пуна белешки. Ролф је био други еволуцијски анти-дарвиниста као Роук, који је заговарао за еволуцију другачијим механизмом од борбе за егзистенцију. Ролф је тврдио да се сав живот првенствено настоји проширити. Организми испуњавају ову потребу кроз асимилацију, покушавајући да направе што више од онога што се налази око њих у део себе, на пример покушавајући да повећају унос и хранљивост. Облици живота су природно незаситни на овај начин.
Ничеово следеће дело је Beyond Good and Evil (1886) где је Ролфов утицај очигледан. Ниче пише
Чак и тело у којем појединци поступају једни према другима као једнаки ... мора ће утеловити вољу за моћи, настојат ће расти, ширити се, хватати, постати доминантно - не из било којег морала или неморала, већ зато што живи и због тога што је живот једноставно воља за моћи.
Beyond Good and Evil има највише референци ка вољи за моћи, појављујући се у 11 афоризама. Утицај Ролфа и његова повезаност са "вољом за моћ" такође се наставља у књизи 5 Gay Science (1887, где Ниче описује "вољу за моћи" као инстинкт за "ширење моћи" од суштинског значаја за цео живот.
Карл Нагелијева књига Mechanisch-physiologische Theorie der Abstammungslehre из 1884 коју је Ниче пажљиво прочитао 1886, такође је имала значајног утицаја на концепт воље за моћи. Ниче је писао о књизи Францу Овербеку, говорећи да је "наивно запостављена од стране Дарвиниста". Нагели је веровао у принцип перфекције који је водио ка већој сложености. Он је седиште насљедности назвао идиоплазмом и тврдио, војном метафором, да би сложенија, компликованије организована идиоплазма обично поразила једноставнијег ривала. Другим речима, он се такође залаже за унутрашњу еволуцију, сличну Руксу, али наглашава комплексност као главни фактор уместо снаге.
Дакле, Думоново задовољство у ширењу моћи, Руксова унутрашња борба, Нагелијеве тежње ка сложености и Ролфов принцип незаситости и асимилације спајају се у биолошку страну Ничеове теорије воље за моћи, која се развија на више места у његовим објављеним радововима. Изведевши "вољу за моћ" од три анти-Дарвинистичких еволуциониста, као и Думона, чини се прикладним да он користи своју "вољу за моћ" као анти-дарвинистичко објашњење еволуције. Он више пута изражава идеју да је адаптација и борба за опстанак секундарна сила у еволуцији животиња, иза жеље да се прошири нечија моћ - "воља за моћи".
Ипак, у својим бележницама наставља да проширује теорију воље за моћи. Под утицајем ранијих читања Бошковића почео је да развија физику воље за моћи. Идеја материје као центра силе преведена је у материју као средиште воље за моћ. Ниче је желео да одстрани теорију материје, коју је сматрао реликвијом метафизичке супстанце.
Ове идеје свеобухватне физике или метафизике изграђене на вољи за моћ не појављују се нигде у његовим објављеним радовима или у било којој завршној књизи објављеној постхумно, осим у горе поменутом афоризму из Beyond Good & Evil где помиње Бошковића (одељак 12). Понавља се у његовим бележницама, али не третирају сви научници и академици ове идеје као његове.

## Воља за моћи и вечно понављање
Кроз 1880-е Ниче је развио теорију "вечног понављања истог" и доста спекулације о физичкој могућности ове идеје и механика њене актуализације се појављује у његовим каснијим бележницама. Овде је воља за моћи као потенцијална физика интегрисана са претпостављеним вечним понављањем. Узета дословно као теорија о томе како ствари стоје, чини се да Ниче замишља физички универзум као сталну борбу и силу који непрестано завршава свој циклус и враћа се на почетак.
Неки академици верују да је Ниче користио концепт вечног понављања метафорички. Међутим други, као Пол Леб, тврде да је "Ниче заиста веровао у истину космичког вечног понављања".

## Интерпретације
У савременом изучавању Ничеа, неки стављају фокус концепта воље за моћи на психологију јер Ниче најчешће користи концепт да објасни људско понашање. Међутим, у Ничеовим необјављеним белешкама (које је касније објавила његова сестра као "Воља за моћ"), Ниче је понекад видео вољу за моћи више као (метафизичка) општој сили на којој се темељи сва реалност, а не само људско понашање - аналогно Шопенхауеровој вољи за животом. На пример, Ниче тврди "свет је воља за за моћи - и ништа осим тога!" Било како било, гледано у Ничеовим објављеним делима, многи академици инсистирају да је Ничеов концепт мање метафизички а више прагматичан него Шопенхауереова воља за животом: Шопенхауер је мислио да је воља за животом најреалнија, истинита ствар у целом универзуму, Ниче се може схватити само као тврдња да је воља за моћи посебно корисно начело за његове сврхе.
Неки имају биолошко тумачење Wille zur Macht, разумећи је као врсту социјалног Дарвинизма. На пример, концепт је коришћен од стране нацисте Алфреда Баумлера да објасни и оправда своје експазионистичке тежње за све више моћи.
Ово тумачење је критиковано од стране Мартина Хајдегера - сугестираћи да чиста физичка или политичка моћ није оно што је Ниче имао на уму. Ово се види у деловима Ничеових бележшки:
Пронашао сам снагу тамо где је не тражимо: у једноставним, благим и пријатним људима, без најмање жеље да владају - и обрнуто, жеља за владањем ми се често чинила знаком унутрашње слабости: они се боје сопствене робовске душе и покривају је краљевским огртачем (на крају, они и даље постају робови својих следбеника, славе, итд.). Моћна природа доминира, то је неопходност, они не морају да подигну прст. Чак и ако, за свог живота, сахране себе у баштенску кућицу!
Насупрот биолошкој и добровољној концепцији Wille zur Macht, Хајдегер је такође тврдио да се воља за моћ мора разматрати у односу на Надчовека (Übermensch) и вечно понављање - додуше ова интерпретације је критикована од стране Мазино Монтарија као "макроскопски Ниче". Жил Делез је такође нагласио повезаност између воље за моћи и вечног понављања. Жак Дерида и Делез су истакли да примарна природа воље за моћи је несвесна. Ово значи да је воља за моћи увек несвесно на делу, константно напредовање једне воље над другом. Тиме се ствара стање ствари у видљивом или свесном свету које увек делује кроз исту тензију. Дерида је пажљив да не ограничи вољу за моћи на људско понашање, ум, метафизику али ни индивидуалну физичку реалност. То је основни животни принцип који обухвата све аспекте живота и понашања, само-очувајућа сила. Осећај ентропије и вечног понављање, који су увек повезани, је неодвојив од воље за моћи. Вечно понављање сваке успомене инициране вољом за моћ је ентропијска сила која је опет својствена целом животу.
Супротно овој интерпретацији, може бити схваћена као борба против окружења која кулминира у личном расту, само-перфекцији и случај моћи стечене над другима је ненамеран резултат овога. Ниче је написао:
Моја идеја је да свако специфично тело тежи да постане господар над свим простором и да прошири своју снагу (своју вољу за моћи) и да одбаци све оно што се опире његовом проширењу. Али она се непрестано сусреће са сличним напорима од стране других тела и завршава се договором ("унијом") са онима који су у довољној мери повезани са њом: тако да се они онда заједно слажу за даље прикупљање моћи. И процес се наставља.
Било би могуће тврдити да уместо покушаја да се "доминира над другима", "воља за моћ" је боље схваћена као слаба равнотежа у систему односа снага једног према другима. Стена на пример нема свесну или несвесну вољу, али и даље може да буде место отпора у динамици воље за моћи. Штавише, умјесто да "доминира над другима", "воља за моћи" је прецизније позиционирана у односу на субјекта, те је идеја која стоји иза изјаве да су речи "завођење" унутар процеса самопоштовања и само-превазилажења. Ту је воља за моћи космичка унутрашња сила која делује на све објекте. Не само инстикти, већ и сложеније радње својствене људима могу се свести на вољу за моћи. Ово укључује насиље, лагање, доминацију али и давање поклона, љубав и ласкање другима - може имати разне манифестације, као и кроз уметност и естетику. У Beyond Good and Evil он тврди да филозофска воља за истином (жеља да се непристрасно тражи објективна, асполутна истина) је заправо ништа више него манифестација воље за моћи; може да потврђује живот или буде нихилистичка, али је и даље воља за моћи.
Неки доводе у питање идеју да је Ничеов концепт само узак, безазлен хуманистички концепт само-савршенства. Они сугеришу да за Ничеа, моћ значи само-савршенство, као и спољашњу, политичку, елитистичку, аристократску доминацију. Ниче је у ствари, експлицитно и специфично дефинисао идеју егалитарне државе као отелотворење воље за моћи у паду:
Говорити о праведности или неправедности само по себи је сасвим бесмислено; сама по себи наравно, никаква повреда, напад, експлоатација, разарање не може бити 'неправедно', јер живот функционише есенцијално, то јест у његовим основним функцијама, кроз повреде, напад, експлоатацију, уништавање и једноставно се не може уопште мислити о њему без ове карактеристике. Мора се заиста мислити нешто још неугодније: да, са највише биолошке тачке гледишта, законски услови никада не могу бити другачији од изузетних услова, јер они представљају делимично ограничење животне воље, која је подређена моћи и подређена је њеном крајњем циљу: наиме, као средство стварања већих јединица моћи. Правни поредак који се сматра сувереним и универзалним, не као средство у борби између комплекса моћи, већ као средство за спречавање сваке борбе уопште, можда због комунистичког клишеа Дуринга, да свака воља мора да посматра сваку другу вољу као своју једнаку - је принцип непријатељски настројен према животу, агент растварања и уништења човека, покушај да се убије будућност човјека, знак умора, тајни пут до ништавила.

## Индивидуална психологија
Алфред Адлер је много позајмио од Ничеовог рада да развије своју другу бечку школу психотерапије која се зове индивидуална психологија. Адлер је 1912 написао у својој важној књизи Über den nervösen Charakter:
Ничеова "Воља за моћи" и "Воља да се чини (да изгледа)" прихватају многе наше погледе, који опет у неким погледима подсећају на Фереа и старије писце, према којима осећање задовољства потиче од осећаја моћи, а бола у осећају слабости (Ohnmacht).
Адлерова адаптација воље за моћи је у контрасту са Фројдовим принципом задовољства (воља за задовољством) и Франкловом логотерапијом (воља за значењем). Адлерова намера је била да створи покрет које ће бити супротстављен, чак и заменити друге у психологији, заговарајући холистички интегритет психолошког благостања са социјалном једнакошћу. Његово тумачење Ничеове воље за моћи било је у вези са превазилажењем индивидуалне динамике супериорности-инфериорности.
У Man's Search for Meaning, Франкл је упоредио своју трећу бечку школу психотерапије са Адлеровом психоаналистичком интерпретацијом воље за моћи:
...тежња да се нађе смисао у животу је примарна мотивациона сила у човеку. Зато говорим о вољи за значењем насупрот принципу ужитка (или, како бисмо могли да га назовемо, вољи за задовољством) на који је фокусирана Фројдовска психоанализа, као и супротно вољи за моћи коју наглашава Адлеријанска психологија.

## У фикцији и популарној култури
Године 1999, године, стратешка игра Sid Meier's Alpha Centauri именује једну своју технологију воља за моћи. Цитат из Thus Spoke Zarathustra је дат кад је та технологија откривена од стране играча.
Карактер 'The Jackal' у игри из 2008, Far Cry 2, даје цитате из Beyond Good and Evil и the Will to Power.
Стратешка видео игра Stellaris из 2016 такође има технологију воља за моћи.
Боб Розенберг је одабра име своје групе Will to Power као почаст Ничеу.
Игрица Xenosaga која је трилогија има први део назван Xenosaga Episode I: Der Wille zur Macht
Године 2017, дет метал бенд Arch Enemy издао је албум "Will to Power"
Књига се појављује у филму Baby Face.
У Smallville (сезона 1, епизода 17) Лекс Лутор открива да му је отац дао књигу као поклон за десети рођендан.